# St. Petri (Horst/Burweg)

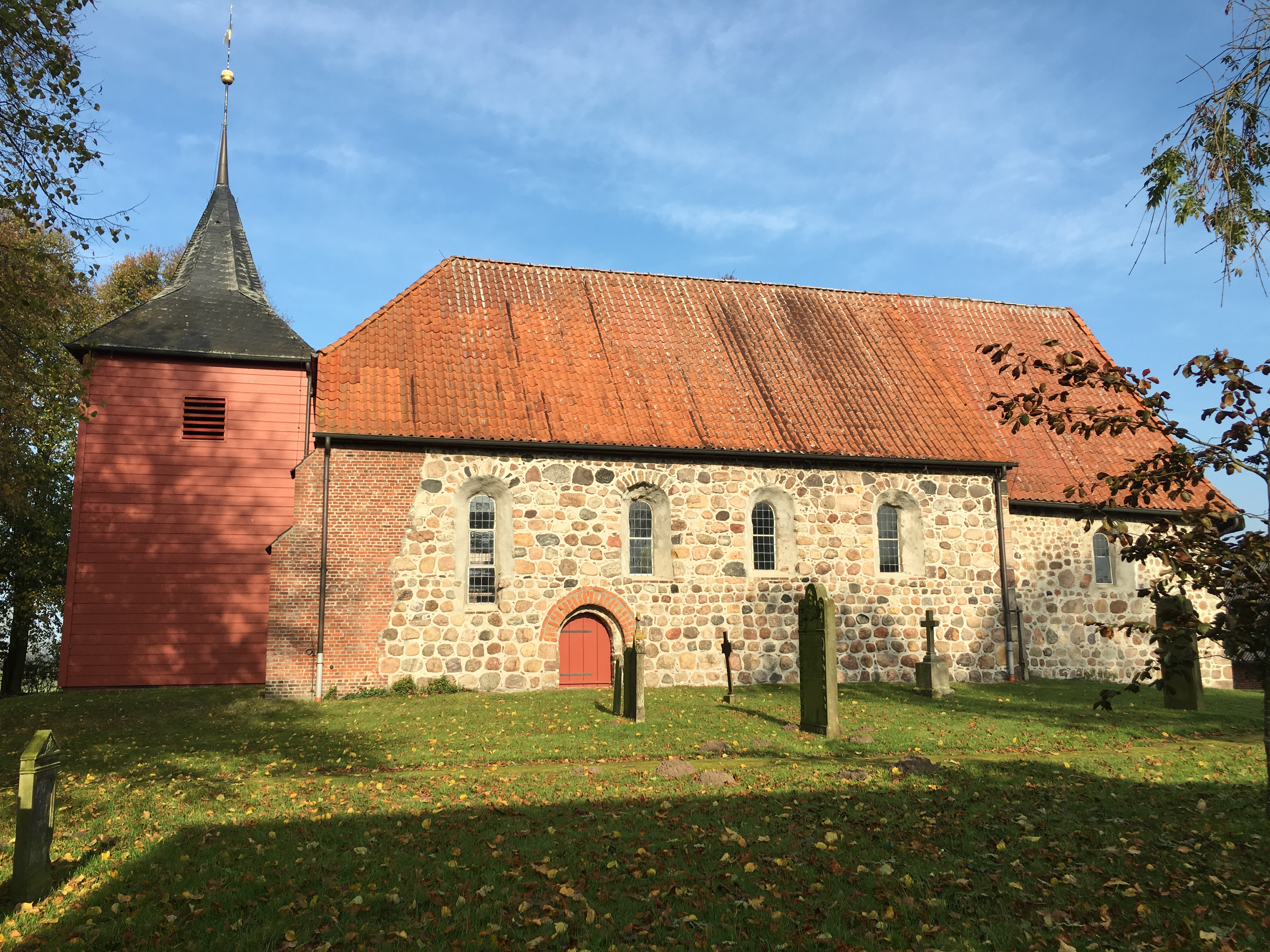
St.-Petri-Kirche auf der Horst

Die romanische Kirche St. Petri steht auf der Horst in Burweg im niedersächsischen Landkreis Stade. Sie wurde im Zuge der Hollerkolonisation um 1200 auf einem Sandrücken im Marschland der Oste errichtet. Sie gehört zur evangelisch-lutherischen Kirchengemeinde Horst in Burweg/Großenwörden im Kirchenkreis Stade.

## Baugeschichte
1106 gestattete der Erzbischof von Bremen holländischen Kolonisten, die das Marschland der Oste urbar machen sollten, Kirchen zu errichten.

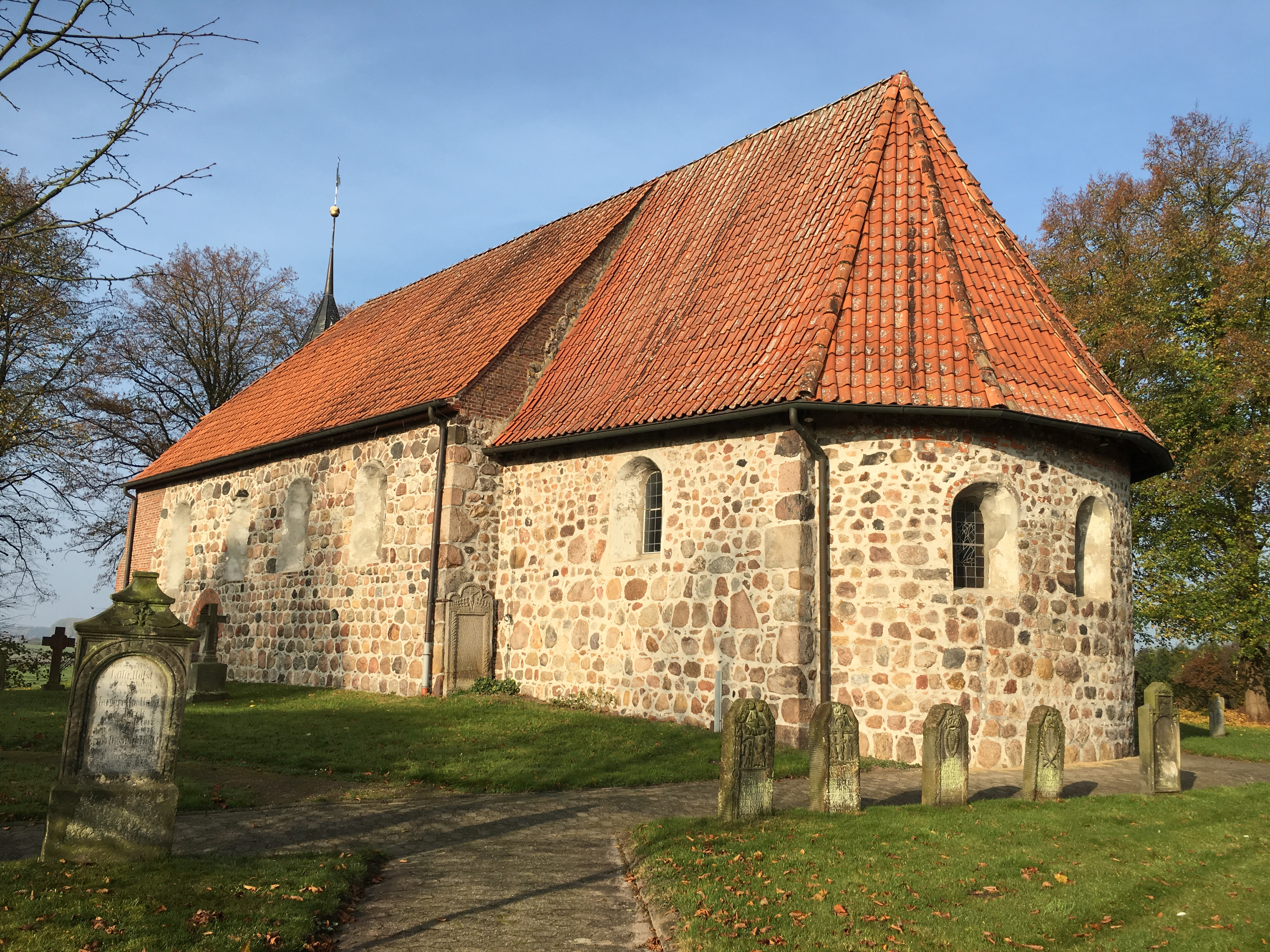
Chorraum

Die Feldsteinkirche auf der Horst wurde im Zeitraum 1150/1250 im Stil der Romanik von den Holländern errichtet. Sie ist dem heiligen Petrus, dem Schutzpatron der Fischer und Schiffer, geweiht. Vermutlich befand sich an jener Stelle bereits davor eine Kapelle. Das Fundament besteht aus Backstein, der westliche ausgerichtete Glockenturm aus Holz.
Ab 1556 war die Kirche lutherisch. Im Zuge des Dreißigjährigen Krieges wurden 1632 Turm, Einrichtung und Fenster zerstört. Nach der Plünderung wurde die Kirche 1699 renoviert. 1797 wurde der jetzige Kirchturm errichtet. 1892 wurde das Dach durch die Statik bedingt verändert. Die jetzige Empore mit Orgel wurde eingebaut. 1910 erhielt die Kirche eine neue Glocke aus Hildesheim, die alte kam 1912 ins Museum Lüneburg.
1933 erhielt die Kirche neue Chorfenster anlässlich des Lutherjubiläums, 1959 fanden erneut Renovierungsarbeiten statt. Der alte Taufstein wurde 1975 in die Kirche zurücküberführt.

## Einrichtung

### Altar

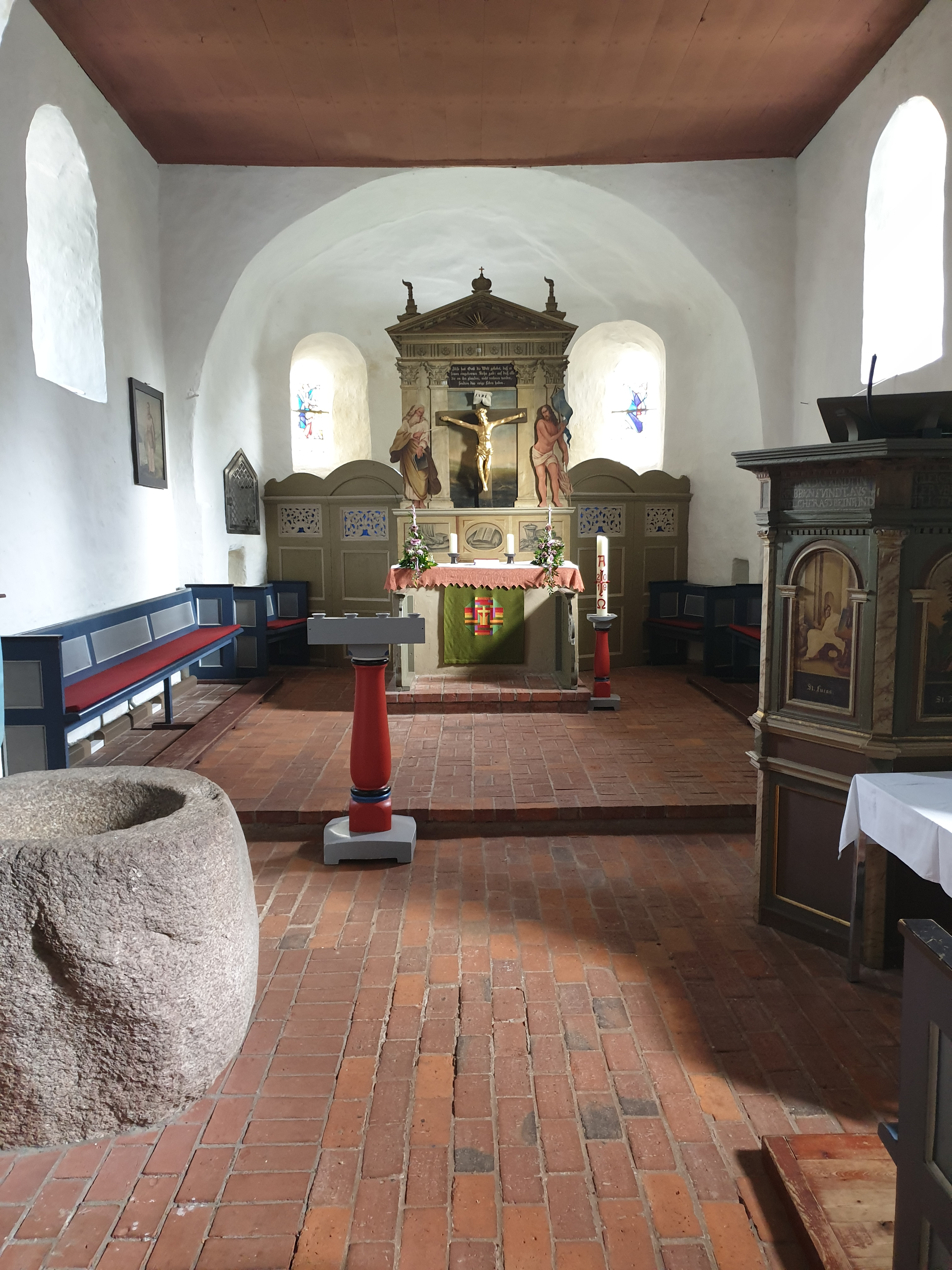
Innenraum

Der verputzte gemauerte Altar mit Retabel aus Holz wurde um 1700 erbaut. Im Mittelfeld hängt ein großes handgeschnitztes Kruzifix mit goldenem Korpus. Leuchter und Lesepult stammen aus dem Jahre 2002.

### Kanzel
Die Kanzel wurde im 17. Jahrhundert errichtet und zeigt auf ihren Bildtafeln die vier Evangelisten. 1959 wurde sie restauriert und an ihren heutigen Platz auf einen Sockel gestellt.

### Taufstein
Der Taufstein könnte noch aus der Bauzeit der Kirche stammen. Er stand viele Jahre im Garten des örtlichen Gemeindehauses und im Museum Himmelpforten und wurde erst 1975 in die Kirche zurückgebracht.

### Orgel

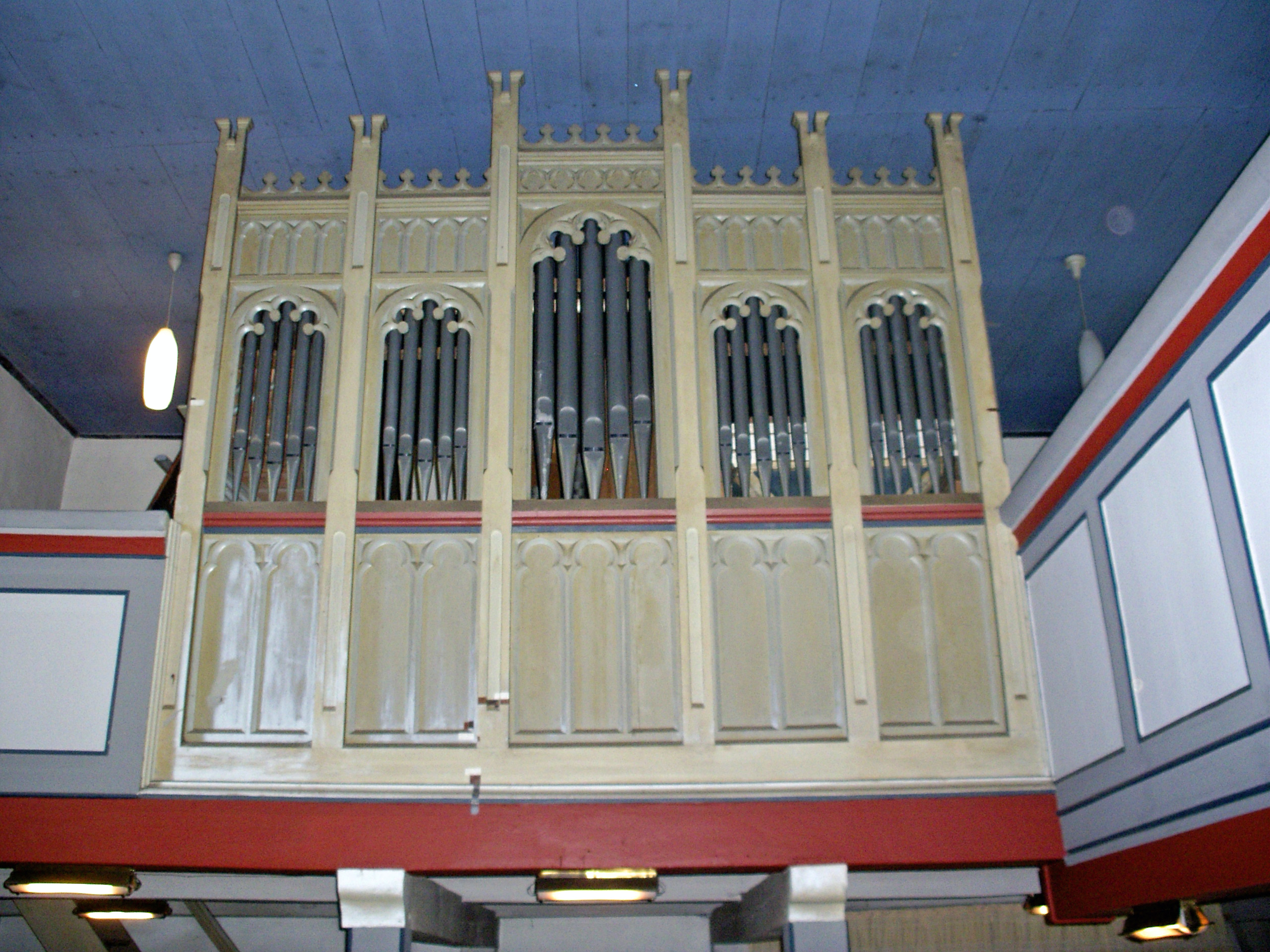
Orgel

Die Orgel mit Prospekt im Stil der Neugotik schuf Johann Hinrich Röver in Stade 1892. Sie ist besonders, da sie eine der kleinsten zweimanualigen Orgeln in Niedersachsen ist. Sie hat neun Register.

### Opferstock
Der Opferstock stammt aus dem 17. Jahrhundert und besteht aus Eichenholz. 2002 wurde er restauriert.

### Chorfenster und Hauptportal

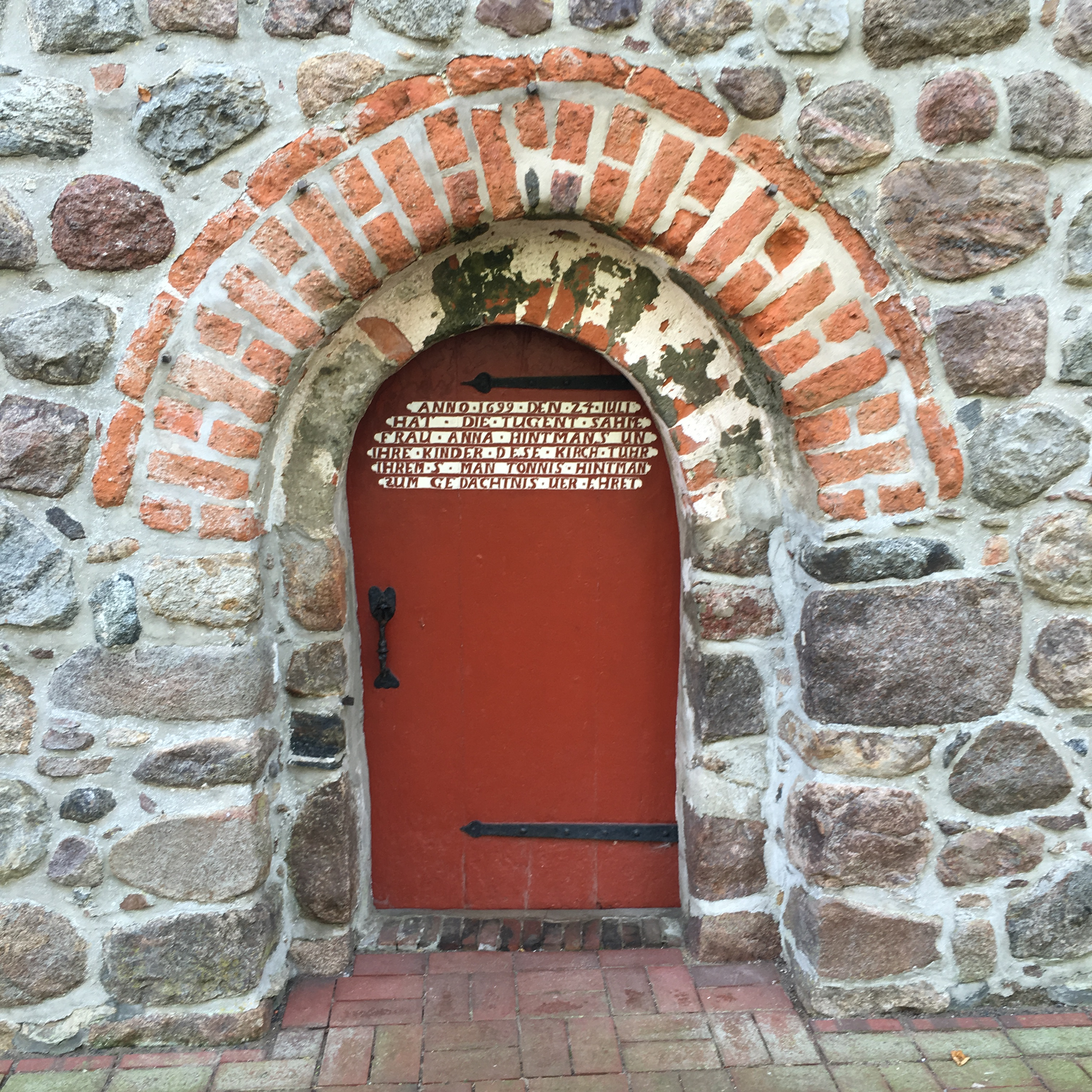
Hauptportal

Die heutigen, den Thesenanschlag Luthers und die Abendmahlsausteilung zeigenden, Chorfenster wurden anlässlich des Lutherjubiläums 1933 eingebaut.
Das Hauptportal wurde nach dem Dreißigjährigen Krieg 1699 von Anna Hintelmann zum Gedächtnis an ihren verstorbenen Mann gestiftet. Daran erinnert die Türinschrift.

## Kirchhof

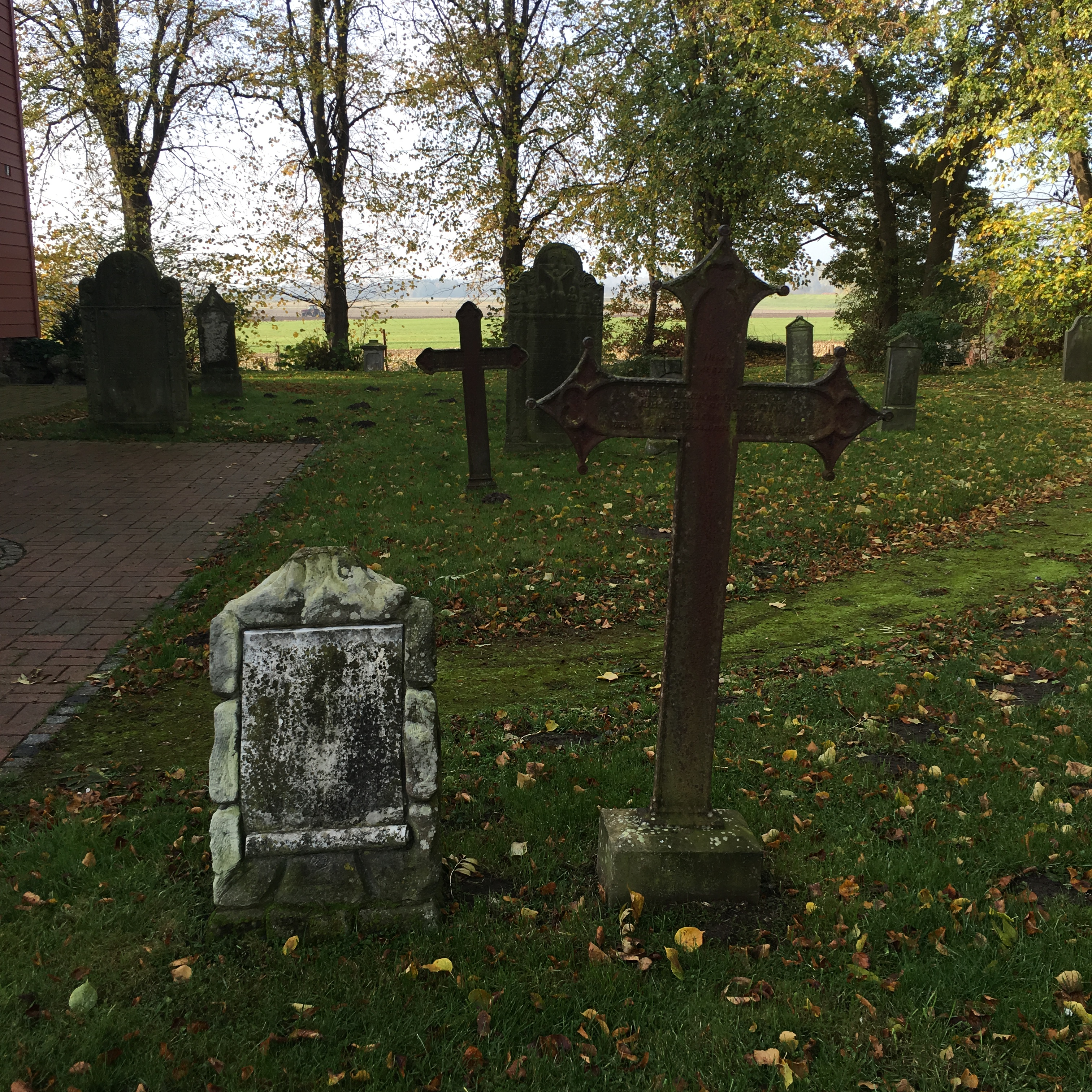
Alte Grabsteine an der Kirche

Der Kirchhof wurde 1885 stillgelegt, als der neue Friedhof am Ortseingang eröffnet wurde. Dennoch sind heute rund um die Kirche noch insgesamt 42 Grabmale erhalten geblieben. Seit wann der Friedhof in Betrieb war, ist unbekannt; der älteste erhaltene und lesbare Grabstein stammt von 1706. Vermutlich fanden hier über 3000 Menschen ihre letzte Ruhe.

## Kirchengemeinde
Heute gehört die St.-Petri-Kirche auf der Horst zur evangelisch-lutherischen Kirchengemeinde Horst in Burweg/Großenwörden. Zur Kirchengemeinde gehören neben der Horst auch die Orte Burweg, Blumenthal, Breitenwisch, Engelschoff, Neuland, Großenwörden, Seemoor, Burg und Wasserkrug. In Großenwörden besteht mit der Marienkirche eine Filialkirche.
Benachbarte Kirchspiele sind Basbeck im Nordwesten, Osten im Norden, Drochtersen im Nordosten, Himmelpforten im Südosten, Oldendorf im Südwesten und Hechthausen im Westen.

### Pastor
Von 1999 bis 2007 war Eckhard Krol Pastor. Seit 2007 ist Pastor Burkhard Ziemens von der Kirchengemeinde Oldendorf für Horst mit zuständig.